# Specie di Carduus
Elenco delle specie di Carduus:

## A

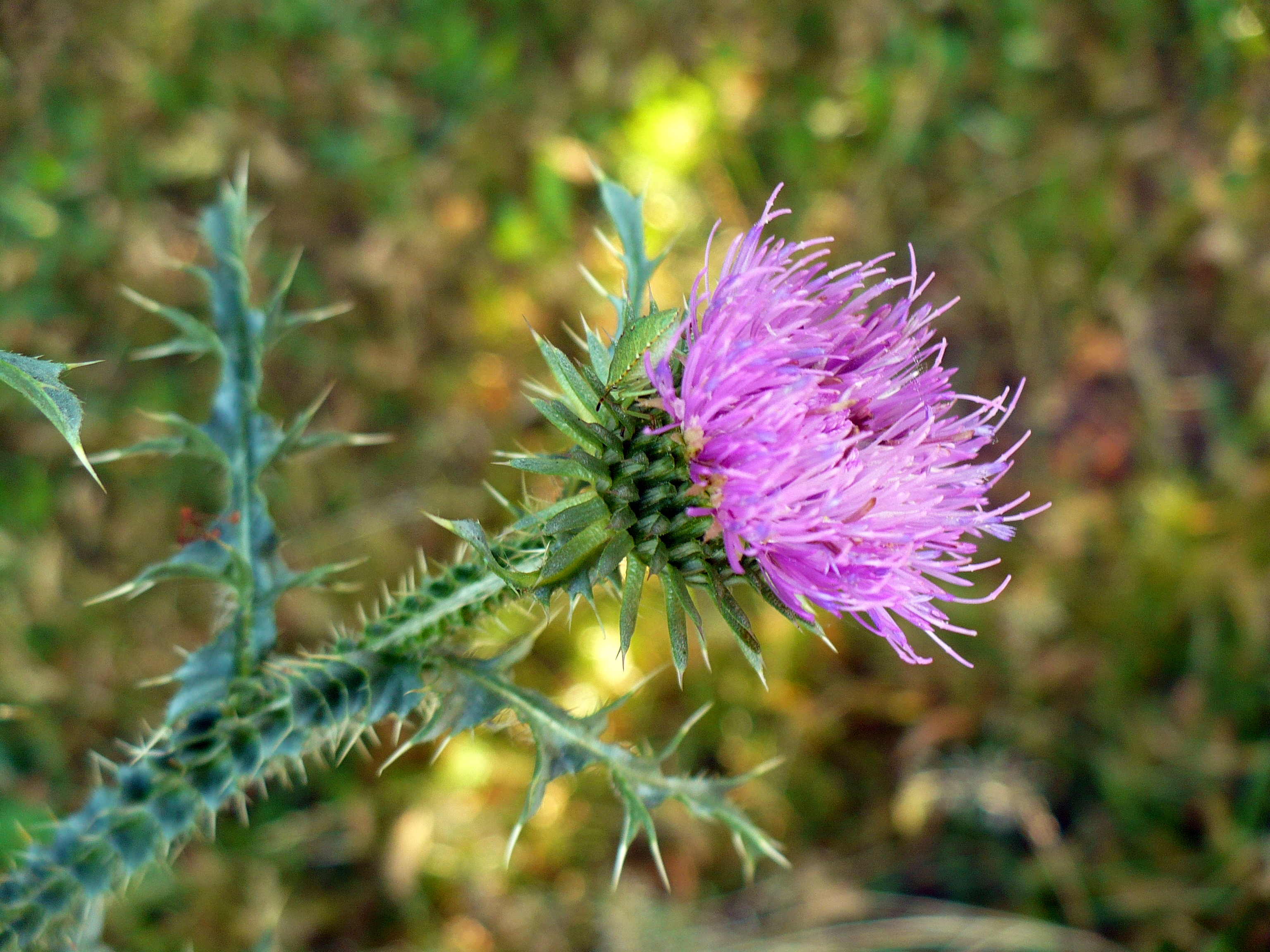
Carduus acanthoides

- Carduus acanthocephalus C.A.Mey., 1831
- Carduus acanthoides L., 1753
- Carduus acicularis Bertol., 1829
- Carduus adpressus C.A.Mey., 1831
- Carduus affinis Guss., 1826
- Carduus afromontanus R.E.Fr., 1925
- Carduus amanus Rech.f., 1950
- Carduus angusticeps H.Lindb., 1906
- Carduus arabicus Jacq. ex Murray, 1784
- Carduus argentatus L., 1771
- Carduus argyroa Biv., 1813
- Carduus asturicus Franco, 1975
- Carduus aurosicus Vill., 1788
- Carduus axillaris Gaudin, 1828

## B
- Carduus baeocephalus Webb, 1841
- Carduus ballii Hook.f., 1873
- Carduus bourgaeanus Sch.Bip. ex Boiss. & Reut., 1852
- Carduus bourgaei Kazmi, 1964
- Carduus broteroi Welw. ex Cout., 1903
- Carduus budaianus Jáv., 1913

## C

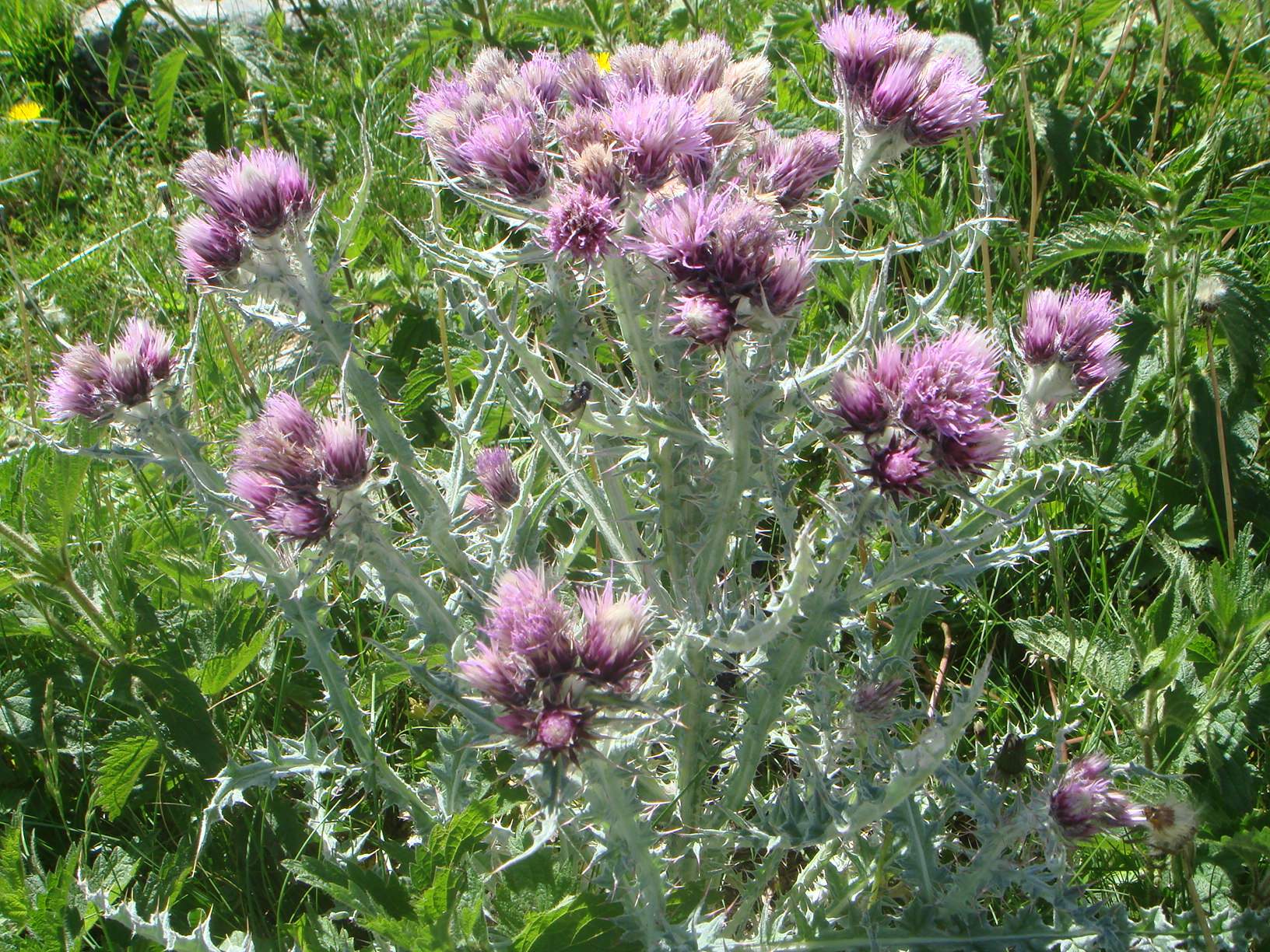
Carduus carlinoides

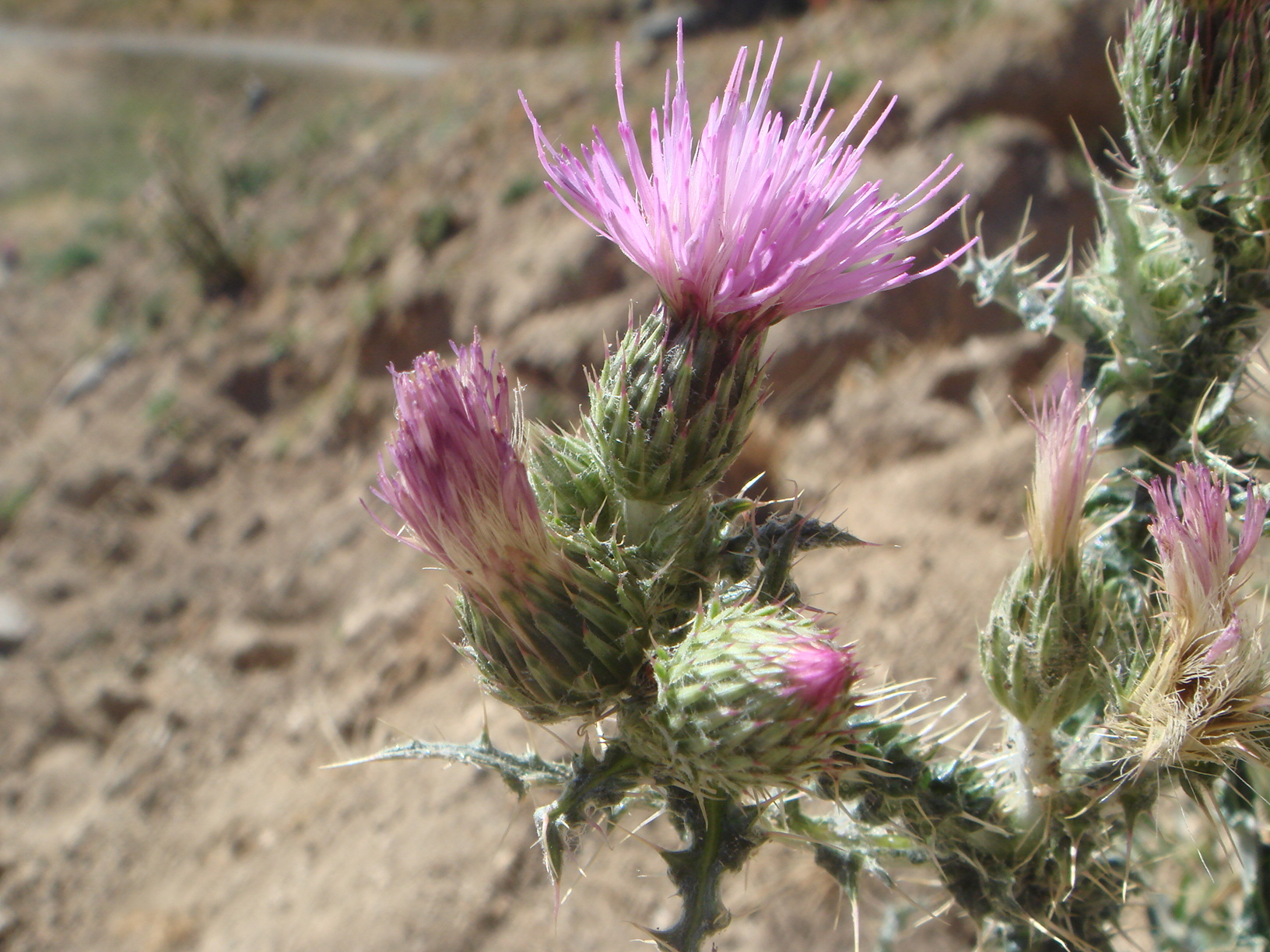
Carduus carpetanus

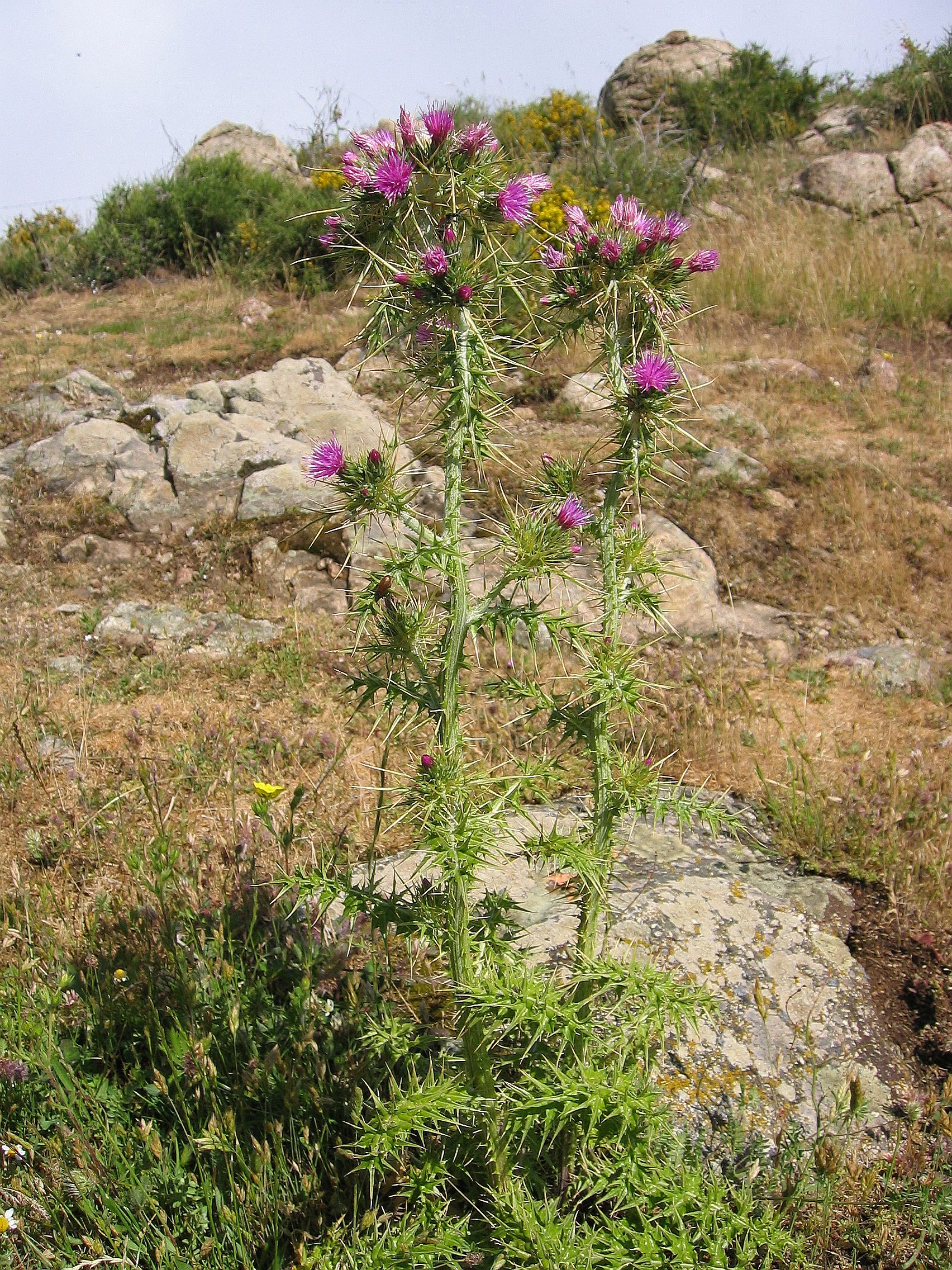
Carduus cephalanthus

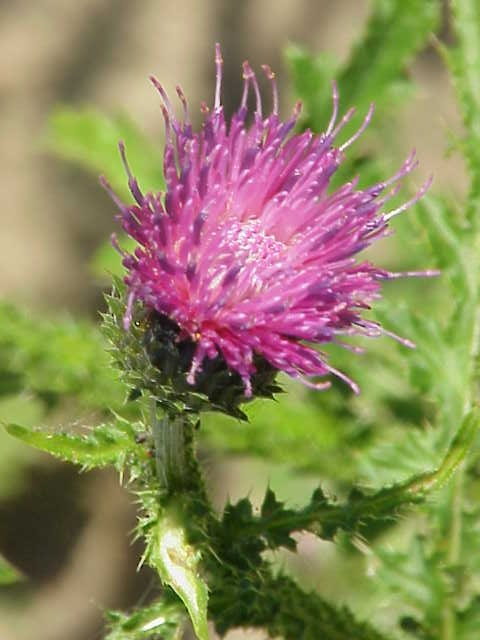
Carduus crispus

- Carduus x camplonensis Devesa & Talavera, 1981
- Carduus candicans Waldst. & Kit., 1801
- Carduus x cantabricus Devesa & Talavera, 1981
- Carduus carduelis (L.) Gren., 1864
- Carduus carlinoides Gouan, 1773
- Carduus carpetanus Boiss. & Reut., 1842
- Carduus cephalanthus Viv, 1824.
- Carduus chevallieri Barratte ex L.Chevall., 1900
- Carduus chrysacanthus Ten., 1825
- Carduus clavulatus Link, 1825
- Carduus collinus Waldst. & Kit., 1808
- Carduus corymbosus Ten., 1811
- Carduus crispus L., 1753

## D

Carduus deflatorus

- Carduus dahuricus (Arènes) Kazmi, 1964
- Carduus defloratus L., 1759
- Carduus x dubius Balb., 1813

## E
- Carduus edelbergii Rech.f., 1955
- Carduus x estivali Arènes, 1944

## F
- Carduus fasciculiflorus Viv., 1825
- Carduus fissurae Cheia Turzii, 1939

## G
- Carduus getulus Pomel, 1875
- Carduus x gilloti Rouy

## H
- Carduus hamulosus Ehrh., 1792
- Carduus hazslinszkyanus Budai, 1913
- Carduus hohenackeri Kazmi, 1964

## I
- Carduus ibicensis (Devesa & Talavera) Rosselló & N.Torres, 2005
- Carduus x intercedens Hausskn., 1893

## J
- Carduus x jordanii Arènes, 1949

## K
- Carduus keniensis R.E.Fr., 1925
- Carduus kerneri Simonk., 1886
- Carduus kirghisicus Sultanova, 2000
- Carduus kumaunensis (Arènes) Kazmi, 1964

## L
- Carduus lanuginosus Willd., 1803
- Carduus leptacanthus Fresen., 1845
- Carduus leptocladus Durieu, 1845
- Carduus leridanus Devesa & Talavera, 1981
- Carduus litigiosus Nocca & Balb., 1821
- Carduus lobulatus Borbás
- Carduus lusitanicus Rouy, 1903

## M
- Carduus macracanthus Sch.Bip. ex Kazmi 1963
- Carduus macrocephalus Coss. ex Willk. & Lange
- Carduus malyi Greuter, 2005
- Carduus maroccanus (Arènes) Kazmi, 1964
- Carduus martinezii Pau, 1924
- Carduus membranaceus Lojac., 1903
- Carduus meonanthus Hoffmanns. & Link, 1820
- Carduus millefolius R.E.Fr., 1925
- Carduus modestii Tamamsch., 1953
- Carduus × moritzii Brügger, 1880
- Carduus myriacanthus Salzm. ex DC., 1838

## N
- Carduus nawaschinii Bordz., 1831
- Carduus nervosus K.Koch, 1843
- Carduus nigrescens Vill., 1779
- Carduus numidicus Coss. & Durieu, 1889
- Carduus nutans L., 1753

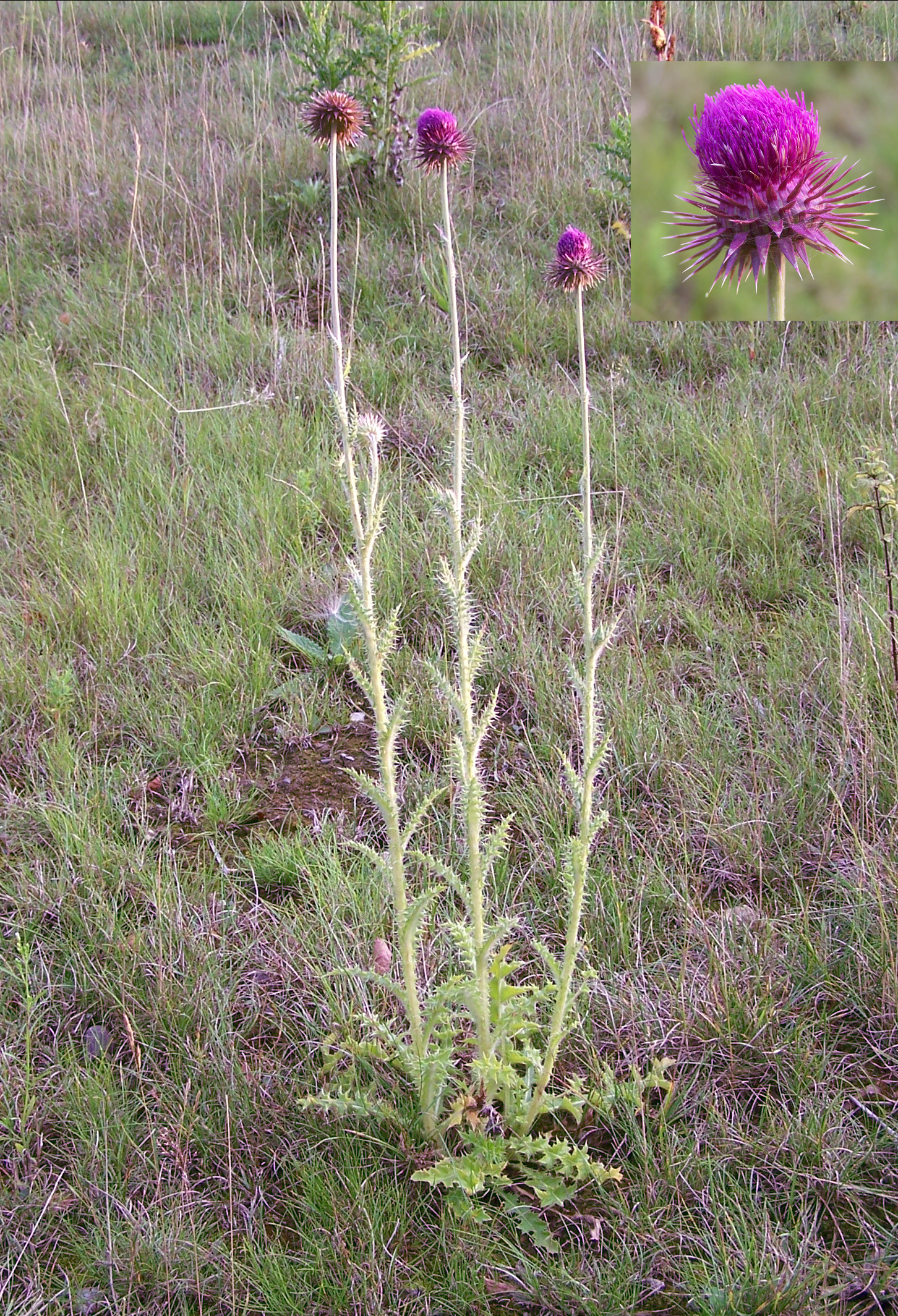
Carduus nutans

- Carduus nyassanus (S.Moore) R.E.Fr., 1925

## O
- Carduus olympicus Boiss., 1856
- Carduus onopordioides Fisch. ex M.Bieb., 1819

## P

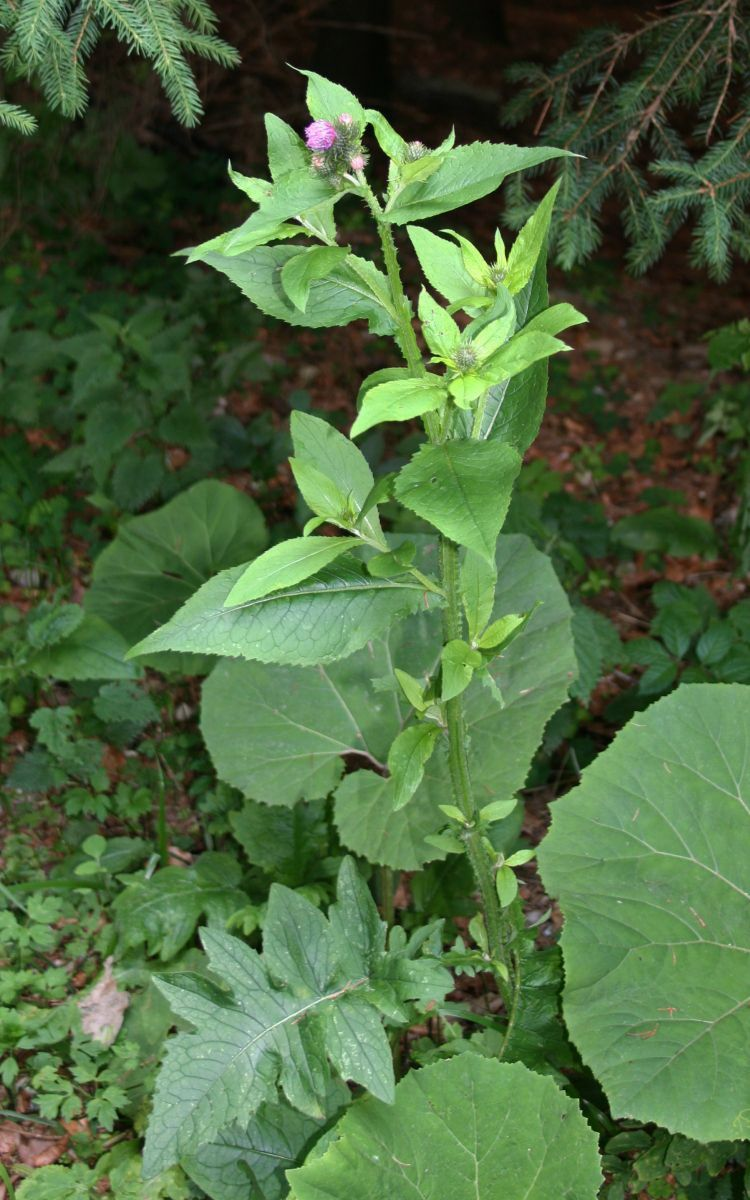
Carduus personata

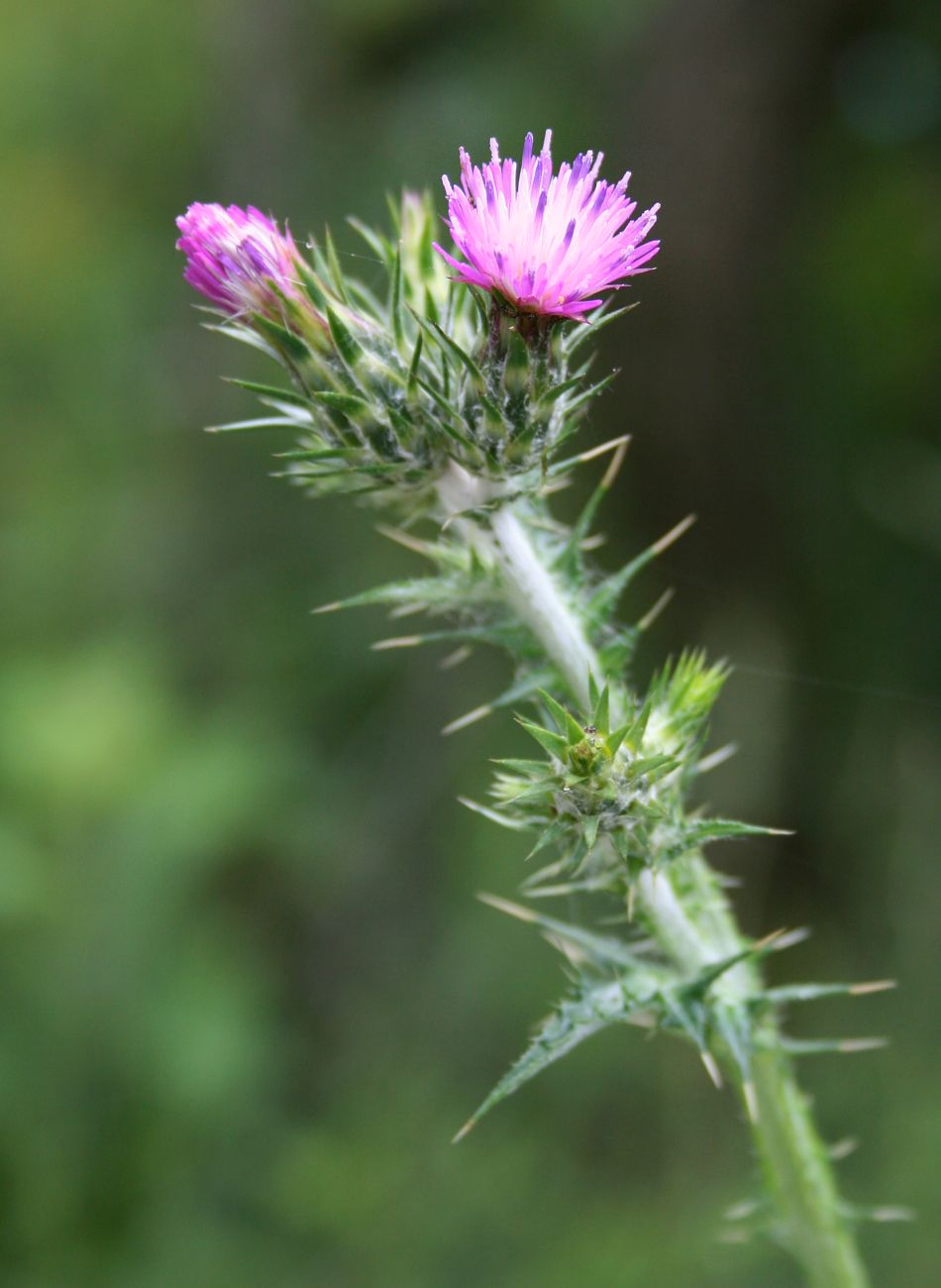
Carduus pycnocephalus

- Carduus personata (L.) Jacq., 1776
- Carduus poliochrus Trautv., 1875
- Carduus pumilus D.Don, 1825
- Carduus pycnocephalus L., 1763

## Q
- Carduus quercifolius F.K.Mey., 2011

## R
- Carduus ramosissimus Pančić, 1875
- Carduus rechingerianus Kazmi, 1964
- Carduus rivasgodayanus Devesa & Talavera, 1981
- Carduus ruwenzoriensis S.Moore, 1902

## S
- Carduus santacreui (Devesa & Talavera) Devesa, 2014
- Carduus schimperi Sch.Bip., 1846
- Carduus x schulzeanus Ruhmer, 1881
- Carduus seminudus M.Bieb. ex M.Bieb., 1808
- Carduus x sepincola Hausskn., 1894
- Carduus x septentrionalis Devesa & Talavera, 1981
- Carduus silvarum R.E.Fr., 1925
- Carduus solteszii Budai, 1913
- Carduus spachianus Durieu, 1845
- Carduus squarrosus (DC.) DC. ex Lowe, 1838

## T
- Carduus tenuiflorus Curtis, 1796

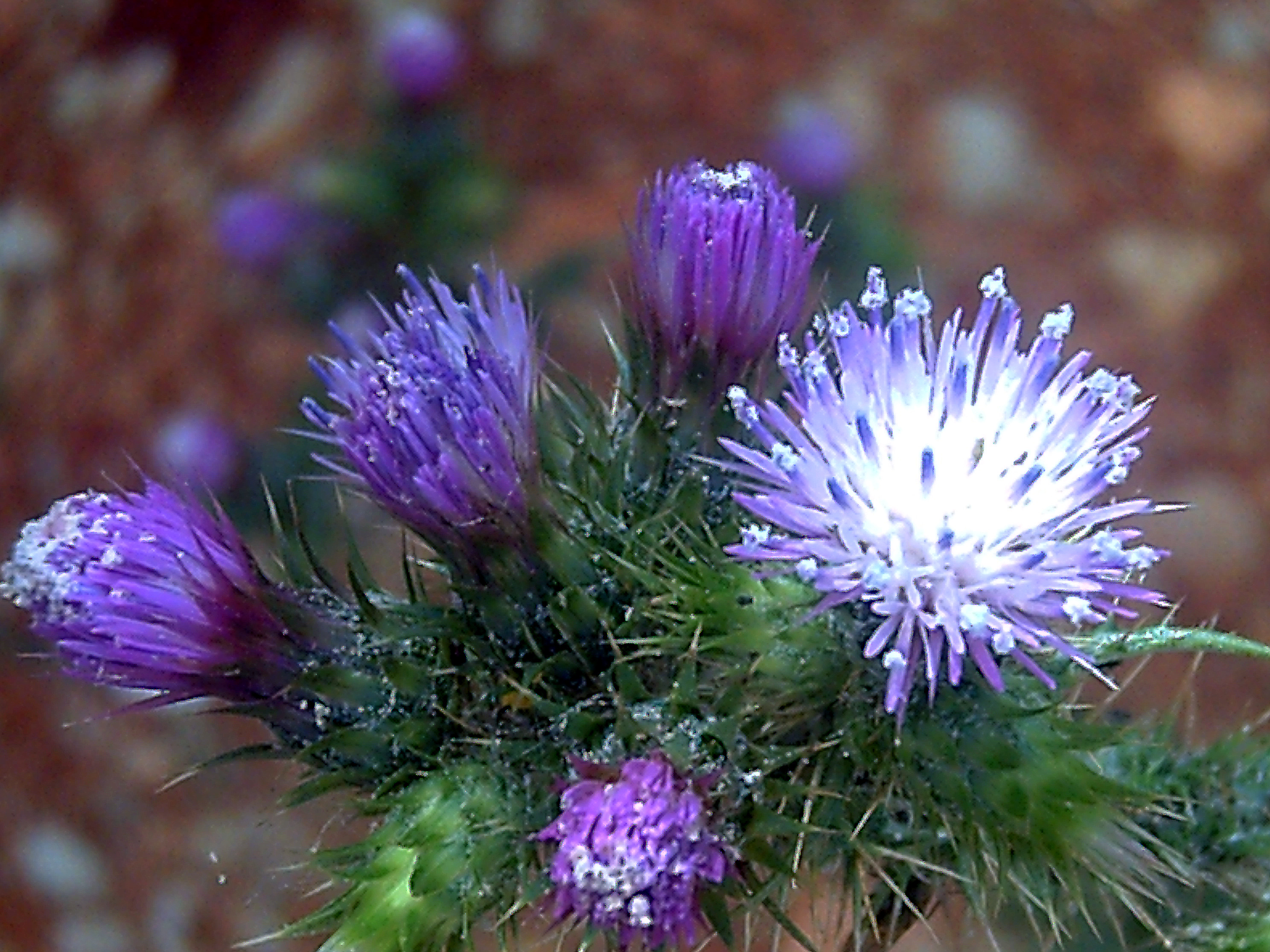
Carduus tenuiflorus

- Carduus thracicus (Velen.) Hayek, 1931
- Carduus tmoleus Boiss., 1844
- Carduus transcaspicus Gand., 1918
- Carduus x turocensis Margittai, 1914

## U
- Carduus uncinatus M.Bieb., 1820

## V
- Carduus volutarioides Reyes-Bet., 2003

## W
- Carduus x weizensis Hayek, 1913